# Aleksandra Potanina
Aleksandra Viktorovna Potanina, nascida em Gorbatov e falecida em Zhuo-Hua (China), foi uma exploradora russa. Investigou e viajou às áreas da Ásia Central e foi uma das primeiras mulheres admitidas como membro da Sociedade Geográfica da Rússia.
Juntamente com o seu marido, o também etnólogo e naturalista Grigori Potanin, esteve envolvida em quatro expedições a Ásia Central:
- Ao noroeste de Mongólia (1876 e 1877).
- A Zaisan, no vale do rio Irtysh preto (1879 e 1880).
- Ao norte da China, no Tibete e na Mongólia central (1884 e 1886).
- O estudo do altiplano tibetano e a travessa pelo deserto de Gobi (1892 e 1893).

Pelo seu trabalho sobre os povos da Ásia Central, Potanina deu um contributo valioso para a ciência da geografia. Por este motivo foi admitida na Sociedade Geográfica da Rússia. Em 1887 recebeu a Grande Medalha de Ouro da Sociedade Geográfica da Rússia pelo seu livro Bouriatie.